# 贺铸
贺铸（1052年—1125年），字方回，号庆湖遗老，越州山阴（今浙江绍兴）人，生于卫州（治今河南卫辉），北宋词人。

## 經歷
宋太祖贺皇后之族孙，父贺安世。贺铸的元配為宗室濟國公趙克彰之女。自称唐贺知章後代，贺知章曾居慶湖（即鏡湖），他便自号“慶湖遺老”。因貌醜，人稱“賀鬼頭”。十七歲以恩荫入仕，授右班殿值、监军器库门。建中靖國元年（1101年）召為太府寺主簿，改任泗州（安徽泗縣）、太平州（安徽當塗）通判。紹聖二年（1095年），授江夏（今武漢）寶泉監。崇寧四年（1105年），遷宣德郎，通判太平州。與黃庭堅、秦觀等交好。大觀三年（1109年），以承議郎退休。晚年隱居苏州。仍以填词自娱，临老不疲。好以旧谱填新词而改易调名，谓之“寓声”。著有《东山词》2卷，《东山词补》1卷，今存词200余首。其词風格多样，字句锤炼，常借用古乐府、及唐人诗句入词，“多於溫庭筠、李長吉詩中來”。賀鑄亦自云:“吾筆端驅使李商隱、溫庭筠，常奔走不暇。”作品多写艳情及闺情离思，也描写世間沧桑，嗟叹功名不就，亦有個人閑愁、纵酒狂放之作。代表作为〈青玉案〉、〈六州歌头〉。其词风婉约而豪放，有“一川煙草，滿城風絮，梅子黃時雨。”之句，黃庭堅對此詩讚譽有加，頌揚該詞具有謝朓清麗之風，更被評為“兼興中有比，意味更長”。故人稱“賀梅子”。亦有對賀鑄詞貶抑特甚者，清初劉體仁就表示：“若贺方回，非不楚楚，总拾人牙慧，何足比数！”王国维《人间词话》亦谓“北宋名家方回为最次。”宣和七年（1125年）乙巳卒，享年七十四歲。诗集名《庆湖遗老集》，今本为清人所辑。

## 作品
《點絳唇》
一幅霜綃，麝煤熏膩紋絲縷。掩妝無語，的是銷凝處。
薄暮蘭橈，漾下萍花渚，風留住。綠楊歸路，燕子西飛去。
《生查子》
西津海鶻舟，徑度滄江雨。雙艫本無情，鴨軋如人語。
揮金陌上郎，化石山頭婦。何物系君心？三歲扶妝女。
《青玉案》（橫塘路）
凌波不過橫塘路，但目送，芳塵去。錦瑟年華誰與度？月橋花院，瑣窗朱戶，只有春知處。
飛雲冉冉蘅皋暮，彩筆新題斷腸句。若問閒情都幾許？一川煙草，滿城風絮，梅子黃時雨。
《踏莎行·杨柳回塘》亦称《芳心苦》
楊柳回塘，鴛鴦別浦。綠萍漲斷蓮舟路。斷無蜂蝶慕幽香，紅衣脫盡芳心苦。
返照迎潮，行雲帶雨。依依似與騷人語。當年不肯嫁春風，無端卻被秋風誤。
《六州歌頭》
少年俠氣，交結五都雄。肝膽洞，毛髮聳。立談中，死生同，一諾千金重。推翹勇，矜豪縱，輕蓋擁，聯飛鞚，鬥城東。轟飲酒壚，春色浮寒甕，吸海垂虹。閒呼鷹嗾犬，白羽摘雕弓，狡穴俄空。樂匆匆。
似黃梁夢，辭丹鳳；明月共，漾孤篷。官冗從，懷倥傯，落塵籠，簿書叢。鶡弁如雲眾，供粗用，忽奇功。笳鼓動，漁陽弄，思悲翁。不請長纓，係取天驕種，劍吼西風。恨登山臨水，手寄七弦桐，目送歸鴻。

## 延伸阅读
[在维基数据编辑]
 在维基文库阅读此作者作品
 《宋史·卷443》，出自脱脱《宋史》